# アラビア語文学
アラビア語文学（アラビアごぶんがく、アラビア語: الأدب العربي、al-Adab al-ʿArabī ）とは、アラビア語の文芸、及びそれらの作品や作家を研究する学問を指す。

## 歴史

### イスラーム以前
イスラーム以前を表すジャーヒリーヤ時代から、アラブの遊牧諸部族には多くの優れた詩人が活躍した。詩人たちは慕情、旅の苦労、名誉や事績の称賛、部族間の戦い、敵への誹謗などを題材とし、優れた詩は口承によって伝えられた。
6世紀には詩人(アル=)ムハルヒルによりカスィーダ体という詩形が創られて盛況となった。押韻を強調する文体であるサジュウ体も、この時代に原型があるとされる。
のちに記録され文字となった古詩は、詩人、部族、階級などを基準にまとめられた。その中でも有名な名詩選に、七大詩人の長詩をまとめたムアッラカートやムファッダリーヤートがある。押韻の韻律は十六種類あるとされる。

### イスラーム以降
イスラームの広まりにより、クルアーンはアラビア語面においても優れた聖典として読まれ、さまざまな民族がアラビア語を使うようになった。また、クルアーンを正しく読解するためにバスラやクーファではアラビア語の研究も行われた。正統カリフとウマイヤ朝の時代を通じてアラビア語圏はペルシアやエジプトにも拡大し、アフリカへと浸透する。ウマイヤ朝の時代は遊牧民時代の表現を守っていたが、アッバース朝になると都市化がすすみ、詩をはじめとして文芸のジャンルが増加した。散文の世界には諷刺的な観察眼をもつ(アル=)ジャーヒズが登場し、博物誌的な大著から『けちんぼどもの書』のような批評まで旺盛に執筆した。また、コルドバのウマイヤ朝によってイベリア半島でもアラビア語の文芸が活発になり、アンダルスと呼ばれた地域ではイブン・ザイドゥーンなどが活躍した。

## 詩歌
アラビア語は語彙や音楽的な抑揚が韻を踏むのに適しており、早くから韻律が発達し、ジャーヒリーヤ時代からも多くを受け継いでいる。古典アラビア語詩は、数十行やときには百行を超える多数の行からなり、各行は前半と後半に分かれて対句をなす。各句は開音節と閉音節で構成され、その組み合わせで基本型が定められ、やがて応用型も生まれて発展していった。詩のジャンルには、悲歌（リサー）、諷刺詩（ヒジャー）、賞賛詩（マディーフ）、武勇詩（ハマーサ）、恋愛抒情詩（ナスィーブ）、恋愛詩（ガザル）、叙景詩（ワスフ）、酒楽詩（ハムリーヤート）などがある。
ウマイヤ朝を代表する詩人としては、メッカ生まれで恋愛詩を創造したウマル・イブン・アビー・ラビーアのほか、慕情詩で名高い(アル=)ファラズダク、諷刺詩人のジャリール、キリスト教徒のアル＝アフタルの三大詩人がいる。
アッバース朝になると、当時は世界最大級の都市だったバグダードを中心に多数の詩人が活動し、アブー・ヌワース、アブー・アル＝アターヒヤ、(アル＝)ムタナッビーなどの大詩人が現れた。こうして生みだされる膨大な詩を編纂する者もまた多く、文人(アッ＝)サアーリビーは、注目すべき詩人とその詩風を『ヤティーマト・アッ＝ダフル』で紹介し、詩や会話に出てくる故事や伝説を『心の果実』にまとめた。また、アブー・アル＝ファラジュ・アル＝イスファハーニーは詩や歌謡、音楽にまつわる大著『歌の書』を残した。これらの文献により、10世紀までの詩や詩人たちが記録されている。
アンダルスの詩人としては、イブン・アブドラッビヒ、ワッラーダとの間に多くの相聞歌を残した宮廷詩人イブン・ザイドゥーン、諸国を放浪した詩人イブン・クズマーン、恋愛論の名著『鳩の頸飾り』を残した法学者イブン・ハズムなどが知られる。アンダルスのアラビア語文芸はヘブライ語にも影響を与え、アラビア語詩の韻律を取り入れたドゥーナシュ・ベン・ラブラートや、アラビア語を参考にしてヘブライ語の叙事詩を再興したシュムエル・イブン・ナグレーラ、『ハザールの書』でも知られるイェフダ・ハレヴィらが活動した。
アンダルスでは、古典アラビア語詩をもとにしたムワッシャハという詩形も生まれた。この名はアラビア語で「飾り輪」や「飾り帯」を指すウィシャーフに由来しており、それまで単一の韻律だった詩を連節に分解してリフレインで構成した。詩形を指すムワッシャハは、やがて音楽や舞踏をともなう表現を意味するようになり、その歌い手はキヤーンと呼ばれた。バグダードの音楽家マウスィリーに破門された歌手のズィルヤーブは、アンダルスに東方の音楽を伝え、さらに独自の音楽文化を編み出した。ウードの弦を4弦から5弦に変え、のちのリュートの原型ともなっている。
近代以降の詩人としては、アラビア語詩に影響を受けつつアメリカへ移住したハリール・ジブラーン（ハリール・ジュブラーン）、イラクで自由詩運動を唱えたナーズィク・アル＝マラーイカ、パレスチナを代表する詩人マフムード・ダルウィーシュ、シリア出身でレバノンやフランスでも活動するアドニス（アドーニース）などが知られる。政治や社会に対して問題提起をする詩も多く書かれるようになった。

## 文学研究
クルアーン読解のためのアラビア語研究によってバスラ派とクーファ派の文法学派が盛んになり、修辞学も発達して文学上の成果もあらわれる。文法学者としては、最初期の重要人物に『文法書』の著者シーバワイヒがいるほか、『格変化の概念』の著者イブン・ヒシャーム、『修辞の秘密』の著者(アル＝)ジュルジャーニー、全文が詩で書かれた文法書『アルフィーヤ』の著者イブン・マーリクなどが知られている。

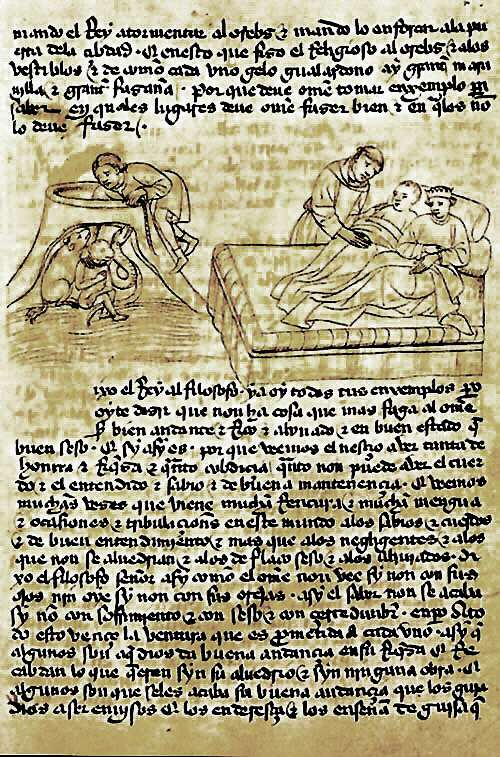
『カリーラとディムナ』の原稿

詩学においては、イブン・クタイバが初の詩論を展開し、アル＝ハリール・イブン・アフマド・アル＝ファラーヒーディーが韻律学を確立した。動物寓話『カリーラとディムナ』でも知られるイブン・ムカッファ（イブン・アル＝ムカッファウ）は、『アル＝アダブ』という論考でアラビア語散文の確立にも貢献した。バスラ派のもとで学んだアル＝ハリーリーは、修辞の技巧を尽くして散文ジャンルであるマカーマの様式を完成させた。
出版事情を知る文献目録としては、9世紀のバグダードで書店を営んでいたイブン・(アン＝)ナディームのカタログ『フィフリスト（目録書）』や、17世紀のオスマン帝国の文人キャーティプ・チェレビーの『書誌総覧』が貴重な史料とされている。

## 地理書、紀行
アラビア語圏が拡がり、イスラーム諸王朝のもとで交通網が整備された。またアッバース朝のバグダードでは知恵の館が建設されて古代ギリシア文献が翻訳され、天文学や地理学が発達する。こうした要因もあり、地理書や紀行が盛んになった。9世紀の地理学者としては『歴史』や『諸国誌』の著者ヤアクービーや、『諸道と諸国の書』の著者イブン・フルダーズベがいる。10世紀の『黄金の牧場と宝石の鉱山』を著した(アル＝)マスウーディーは歴史家としても優れた視点を持ち、「アラブのヘロドトス」と呼ばれる。11世紀のアンダルスからは、(アル＝)バクリーを輩出した。バクリーの地理書はガーナ帝国の貴重な情報を含む。
各地での見聞をまとめた紀行も生まれ、『ヴォルガ・ブルガール旅行記』を書いたイブン・ファドラーン、グラナダやシチリアを巡ったイブン・ジュバイルといった旅行家たちがいる。特にイブン・バットゥータは、法官としてインド、セイロン、アンダルス、マグリブを半生をかけてまわり、その広大な旅程の記録を『リフラ』として残した。

## 説話文学

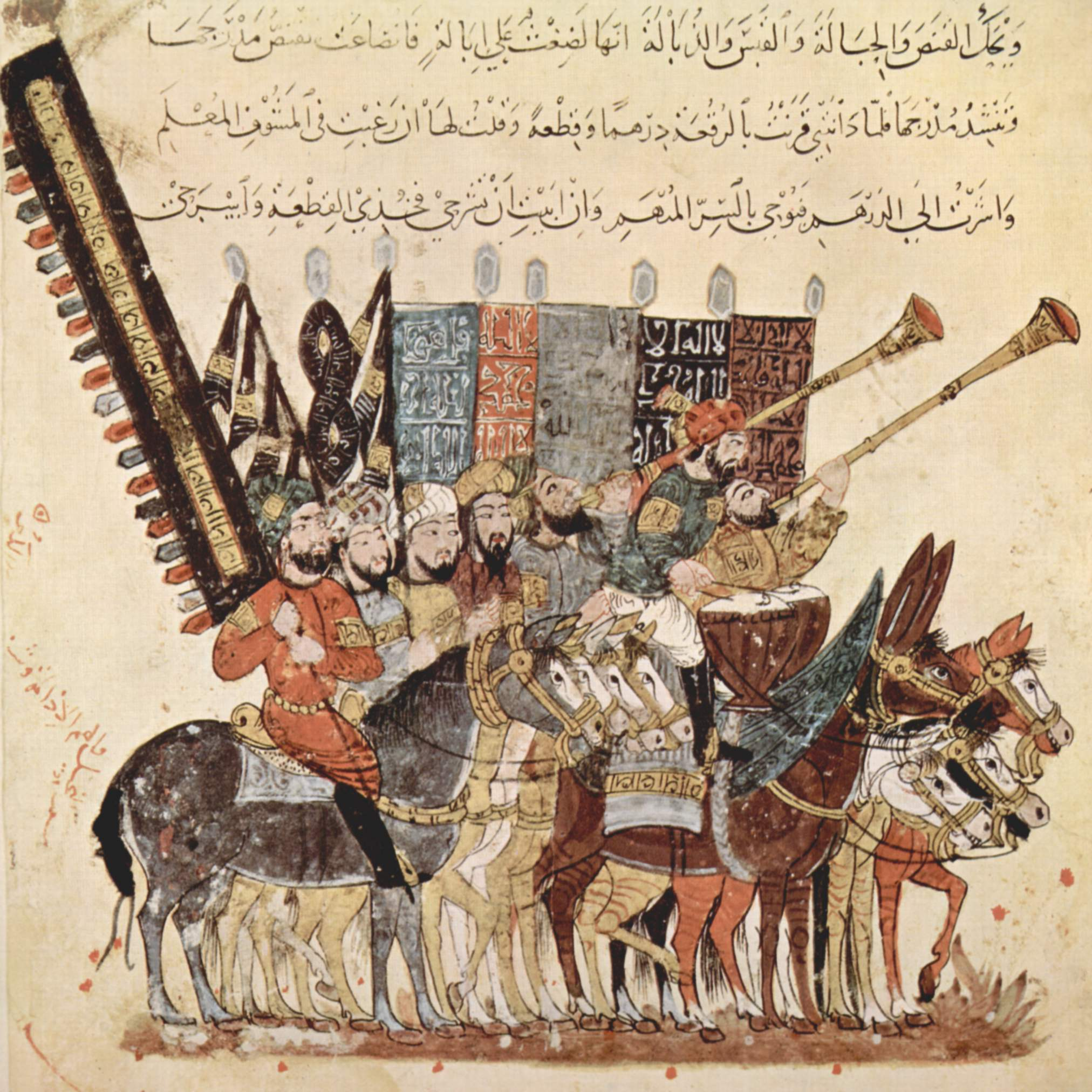
アル・ハリーリーの『マカーマート』の挿絵。Yahya ibn Mahmud al-Wasiti画

古くからカーッスやラーウィと呼ばれる講釈師や物語師がおり、クルアーンにまつわる物語やジャーヒリーヤ時代の説話を街頭で口演して人々を楽しませた。戦記物でもある『デルヘンマ物語』や『バイバルス物語』、『アンタラ物語』、悲恋物語の『ライラとマジュヌーン』（マジュヌーン・ライラー、ライラーとマジュヌーン、ライラーとカイス）などもレパートリーだった。
説話集としては、(アッ＝)タヌーヒーが茶飲み話の形でみずからの見聞を『座談の糧』にまとめており、(アッ＝)サアーリビーも『知識のラターイフ』を編んだ。(アル＝)ハマザーニーは説教や説話を取り入れた散文のジャンル「マカーマ」を生み出し、マカーマは近代にいたるまでシリアやエジプトなどで創作が続いた。アンダルスでは、法学者イブン・ハズムが恋愛にまつわる逸話を集めた『鳩の頸飾り』を残している。
アラビア語圏の広がりによって『パンチャタントラ』などの各地の説話もアラビア語へと翻訳され、これらを取り入れた集大成として『千夜一夜物語』が生まれる。『千夜一夜物語』は民衆のあいだで長く伝えられ、やがてアラビア語圏を超えて広く読まれるようになった。

## 小説
小説形式の先駆としては、12世紀の哲学者イブン・トファイルが著した『ヤクザーンの子ハイイの物語』があげられる。一人で島に住む人物を中心に社会、宗教、哲学を論じたもので、小説形式の哲学書だった。アラビア語による現代的な小説は、アル＝ナフダ（アラビア語発音：アン＝ナフダ）と呼ばれたエジプトの文芸復興運動に端を発しており、ムハンマド・フサイン・ハイカルの『ザイナブ』（1914年）が長編小説の先駆といわれる。短編小説は、ムハンマド・タイムールの『列車にて』（1917年）で形式が生まれた。
アンダルスではロマンス語のアラビア文字表記も広まり、レコンキスタの終了後は、モリスコによるアルハミヤー文学が生まれた。セルバンテスの小説『ドン・キホーテ』には、物語の原文はアラブの歴史家によって書かれたという設定があり、セルバンテスが原文を解読するためにモリスコをさがすという場面がある。
散文のジャンルとして自伝や自伝小説がある。古いものとしては、哲学者(アル＝)ガザーリーの『迷いから救うもの』や、地理学者(アル＝)マスウーディーが学究生活を追想した『通告と訂正の書』などがある。ファーティマ朝の兵士として十字軍と戦ったウサーマ・イブン・ムンキズは、体験をもとに『回想録』を書き残した。近代エジプトには3つの自伝と呼ばれる作品があり、作家ターハー・フセインの『日々』（1929年）、ジャーナリストサラーマ・ムーサの『サラーマ・ムーサの受けし教育』（1947年）、歴史家アフマド・アミーンの『わが生涯』（1950年）である。フセインの『日々』は自伝的な内容の三人称小説で、ヨーロッパでも読まれた。
ナギーブ・マフフーズはカイロを舞台とするカイロ三部作を書き、のちにノーベル文学賞を受賞した。この他、パレスチナ解放闘争で活動したガッサーン・カナファーニー、女性の視点で多くの短編を書いたアリーファ・リファアト、トゥアレグ族の出身で砂漠を舞台とするイブラヒーム・アル＝コーニーなどが知られる。

## 上記以外の主な著作家
- ハンサー (575年 - 645年)
- マアッリー (973年 - 1057年)
- ザマフシャリー (1074年 - 1143年)
- イブン・クズマーン（英語版） (1078年 - 1160年)
- マイイ・ズィヤーダ（英語版） (1886年 - 1941年)
- タウフィーク・ハーキム（英語版） (1898年 - 1987年)
- アラール・ファースィー（英語版） (1910年 - 1974年)
- ナギーブ・マフフーズ (1911年 - 2006年) - 1988年ノーベル文学賞受賞
- ファドゥワ・トゥカーン (1917年 - 2003年)
- エミール・ハビービー (1922年 - 1996年)
- ニザール・カッバーニー（英語版） (1923年 - 1998年)
- サイヤーブ（英語版） (1926年 - 1964年)
- ユースフ・イドリース (1927年 - 1991年)
- アブドゥル・ラフマーン・ムニーフ（英語版） (1933年 - 2004年)
- ホダ・バラカ（英語版） (1952年 - )
- イブラーヒーム・ナスラッラー（英語版） (1954年 - )
- アラー・アル・アスワーニー（英語版） (1957年 - )
- ラジャー・アーリム（英語版） (1970年 - )
- ハサン・ブラーシム (1973年 - )
- アフマド・サーダーウィ（英語版） (1973年 - )
- ジョハ・アルハーシ（英語版） (1978年 - )
- ラジャー・アル・サネア（英語版） (1981年 - )

## アラビア語文学の研究者
- 池田修
- 井筒俊彦
- 小笠原良治
- 岡真理
- 黒田寿郎
- 杉田英明
- 関根謙司
- 西尾哲夫
- 奴田原睦明
- 塙治夫
- 堀内勝
- 前嶋信次
- 八木久美子
- 山本薫
- アントワーヌ・ガラン
- ジョゼフ＝シャルル・マルドリュス

## 年表
- 545年 - 詩人のターバッタ・シャッランとイムルール・カイス没。
- 568年 - 最古のアラビア文字と思われるものがハランに存在。
- 604年 - 詩人のアディー・イブン・ザイドとナービガー・アッ・ズブヤーニー没。
- 610年 - 詩人のアンタラ没。
- 622年 - ヒジュラ暦1年。ジャーヒリーヤ時代からムハンマド時代にかけて生きた作家をムハドラムーンと呼ぶようになる。
- 627年 - 詩人のズハイル没。
- 631年 - 詩人のウマイヤ・イブン・アビー・アッ・サルト没。
- 638年 - バスラとクーファが建設される。のちに文学研究をはじめ学問で栄える都市となる。
- 645年 - 詩人のハンサー没。
- 650年 - ザイド・イブン・サービトがウスマーンの命令によりクルアーンの編纂を開始。
- 661年 - 詩人のラビード没。
- 670年 - 詩人のハサン・イブン・サービト没。
- 691年 - 文法学者のドゥアリー没。
- 697年 - ディーワーン（官庁）でアラビア語が公用語になる。
- 700年 - 七大詩人の作品をまとめた詩集『ムアッラカート』が成立。
- 701年 - 詩人のジャーミル没。
- 719年 - 詩人のウマル・イブン・アビー・ラビーア没。
- 726年 - 詩人のジャリール没。
- 732年 - 詩人のファラズダク没。
- 735年 - 詩人のズー・アッ・ルンマ没。
- 750年 - 文学者のイブン・アル・ムカッファ『カリーラとディムナ』
- 751年 - サマルカンドに製紙場が建設される。
- 757年 - イブン・アル・ムカッファ没。
- 783年 - 詩人のバッシャール没。
- 793年 - 文法学者のシーバワイヒ没。
- 794年 - バグダードに製紙場が建設される。
- 806年 - 歌手のイブラーヒーム・アル・マスィリー没。
- 808年 - 詩人のイブン・アル・アフナフ没。
- 810年 - 詩人のアブー・ヌワース没。
- 822年 - 歌手のズィルヤーブがコルドバに着く。
- 830年 - 知恵の館が建設される。
- 844年 - イブン・フルダーズベ『諸路と諸国の書』
- 845年 - 文学者アブー・タンマーンと伝承学者イブン・サアド没。
- 850年 - 文学者タバリー『知恵の楽園』。歌手のイスハーク・アル・マウスィリー没。
- 851年 - ボゾルグ『インドの奇蹟』
- 866年 - 文学者のジャーヒズ没。
- 870年 - 伝承学者ブハーリー没。
- 883年 - タバリー『タフスィールの修辞集成』
- 887年 - イブン・ムウタッズ『美文体の書』
- 889年 - 文学者イブン・クタイバ没。
- 891年 - 地理学者ヤアクービー『諸国の書』
- 897年 - 文学者ブフトゥリー没。
- 908年 - 詩人イブン・ムウタッズがカリフ就任、のちに没。
- 915年 - タバリー『諸預言者ならびに諸王の書』
- 921年 - イブン・ファドラーンがヴォルガ・ブルガールを旅行。
- 934年 - 文法学者イブン・ドゥライド没。
- 936年 - 文人政治家イブン・ムクラ、文学者イブン・アブド・ラッビヒ没。
- 947年 - マスウーディー『黄金の牧場』
- 951年 - 地理学者イブン・ハウカルがアフリカ旅行。
- 956年 - マスウーディー『通告と訂正の書』
- 961年 - ウスクワ『コルドバ歳時記』
- 965年 - 詩人ムタッナビー没。アブル・ファラジュ『歌の書』
- 967年 - 文学者カーリー没。
- 970年 - イフワーン・アッ・サファー『百科全書』
- 971年 - アズハル大学創立。
- 985年 - ムカッダスィー『風土認識に関する至上の分類』
- 987年 - イブン・アン・ナディーム『フィフリスト（目録書）』
- 994年 - ハマザーニー『マカーマート』
- 1027年 - イブン・ハズム『鳩の首飾り』
- 1030年 - ビールーニー『インド誌』
- 1032年 - マアッリー『宥しの書簡』
- 1038年 - 文学者サアーリビー没。
- 1071年 - 詩人イブン・ザイドゥーン没。
- 1100年 - 『千夜一夜物語』の原形ができあがる。
- 1103年 - 文法学者バーキラッニー没。
- 1110年 - ハリーリー『マカーマート』
- 1111年 - トゥグラーイー『ペリシア人のLオード』
- 1112年 - ザマフシャリー『ムファッサル』
- 1139年 - 詩人イブン・ハフィージャ没。
- 1154年 - イドリースィー『ロジェールの書』
- 1160年 - イブン・クズマーン没。
- 1185年 - ウサーマ『回想録』
- 1190年 - マイモニデス『迷える人々のための導き』
- 1199年 - 作者不詳『テリアカの書』
- 1201年 - イブン・アル・アラビー『メッカの啓示』
- 1217年 - 旅行家イブン・ジュバイル没。
- 1226年 -『王書』をイスファハーニーが翻訳。
- 1231年 - イブン・アル・アスィール『完史』
- 1234年 - 詩人イブン・ファーリド没。
- 1248年 - 伝記学者イブン・アル・キフティー没。
- 1257年 - イブン・アル・ジャウズィー『名士の過去における詩の鏡』
- 1258年 - バハーッ・ディーン・ズハイル没。
- 1273年 - 文法学者イブン・マーリク没。
- 1274年 - イブン・ハッリカーン『名士過去帳』
- 1302年 - ティクタカ『ファフリー』
- 1356年 - イブン・バットゥータ『リフラ』
- 1360年 - 文法学者イブン・ヒシャーム没。
- 1374年 - ダミーリー『動物の生活』
- 1405年 - イブン・ハルドゥーン『自伝』
- 1409年 - カルカシャンディー『アラブ諸部族の目標の終焉』
- 1449年 - 伝記学者イブン・ハジャル・アル・アスカラーニー没。
- 1556年 - 詩人フズィーリー没。
- 1574年 - ディヤール・バクリー『木曜日の歴史』
- 1628年 - マッカリー『アンダルシアの涼しき木枝のよきかおり』
- 1634年 - 文学者ハラビー没。
- 1653年 - ハーッジ・ハリーファ『書誌総覧』
- 1659年 - 文学者ハファージー没。
- 1679年 - 旅行家・思想家アイヤースィー没。
- 1682年 - 文学者バグダーディー没。
- 1698年 - 文学美術家ハーフィズ・ウスマーン没。
- 1721年 - ジェルマノス・ファルハート『西欧詩集』
- 1731年 - 詩人ナブルースィー没。
- 1761年 - 文学者アブドゥッラー・アッ・シュワイディー没。
- 1767年 - ズバイディー『花嫁の王冠』
- 1795年 - 文学者アブドゥル・マハーミド・アッ・シュワイディー没。
- 1814年 - 『千夜一夜物語』カルカッタ本の初版。
- 1829年 - タフターウィー『パリ概要の金の精錬』
- 1836年 - ファルハート『文典』
- 1840年 - 文芸復興運動（ナフダ）が開始。
- 1846年 - ナッカーシュ訳によるモリエール『守銭奴』上演。
- 1850年 - タフターウィー訳によるフェヌロン『テレマックの冒険』、ジャラール訳のラ・フォンテーヌ『寓話』、モリエール『タルチェフ』
- 1855年 - シドヤーク『ファーリーヤークの生涯と冒険』
- 1856年 - ナースィーフ『バーレン集』
- 1858年 - 日刊「情報の庭」創刊
- 1860年 - 日刊「ジャワーイブ」創刊
- 1866年 - シドヤーク『旅行記』
- 1869年 - プトルス『大洋のまわり』
- 1871年 - プトルス『楽園』
- 1876年 - 「ムクタタフ」創刊、月刊「アル・アフラーム」創刊
- 1878年 - ハリール・アル・ヤーズィジー『男らしさと忠誠さ』
- 1882年 - 「固い団結」パリで創刊。
- 1889年 - アリー・ムバーラク『現代史』
- 1892年 - 月刊「新月」創刊
- 1898年 - 詩人シャウキー『詩集』。「灯」創刊、「東方」創刊
- 1899年 - アミーン『女性の解放』。「社会」創刊
- 1901年 - アミーン『新しい女性』
- 1902年 - カワーキビー『村々の母』。レブスターニー訳のホメロス『イーリアス』
- 1905年 - サッルーフ『エジプト娘』
- 1906年 - ムアイリヒー『イーサ・イブン・ヒシャームの話』
- 1910年 - ジュブラーン『草原の花嫁』。女性誌「花嫁」創刊
- 1911年 - ザイダーン『アラビア語文学史』
- 1913年 - 「諸芸術」創刊
- 1914年 - ハイカル『ザイナブ』最初のアラビア語タイプライターが完成。
- 1915年 - マンファルーティー『涙』
- 1916年 - シャウキー『マジュヌーン・ライラ』
- 1917年 - ムハンマド・タイムーン『列車にて』
- 1920年 - 移民文学者・作家同盟設立。
- 1921年 - ウバイド『イフサーン・ハーニム』
- 1923年 - ジュブラーン『予言者』
- 1925年 - タイムール『ジュムア爺さん』。ライハーニー『アラブの諸王』
- 1926年 - フサイン『ジャーヒリーヤ詩について』
- 1927年 - アブドゥ, リダー『灯台のタフスィール』
- 1929年 - フサイン『日々』。アッカード『詩集』。「新雑誌」創刊
- 1930年 - 「アズハル」創刊
- 1931年 - マーズィニー『書記イブラーヒーム』。「アポロ」創刊
- 1933年 - ハキーム『魂の復帰』。週刊「伝達」創刊
- 1934年 - ヌアイマ『ジュブラーン論』。フサイン『預言者伝の傍らで』。ハキーム『シェーラザード』。ムバーラク『ヒジュラ4世記の散文文学』
- 1935年 - ハイカル『ムハンマドの生涯』
- 1936年 - ハキーム『オリエントからの小鳥』
- 1937年 - ヌアイマ『かつてある時』。フラーイフ『夜の光』
- 1938年 - アッカード『サーラ』。ファーリス『交叉道』
- 1942年 - 「文学者」創刊
- 1944年 - フサイン『不幸の木』。ハッキー『ハーシムのランプ』。アクル『カドムス』
- 1945年 - 月刊「本」創刊
- 1946年 - ジャブラ『長き夜の叫び』
- 1947年 - マラーイカ『夜の恋人たち』。ムーサ『サラーマ・ムーサの受けし教育』
- 1948年 - アイユーブ『手・土地・水』。ジャッルーン『漁夫』
- 1950年 - アミーン『わが生涯』。ハーリド『ここから我々は始まる』
- 1951年 - シャルカーウィー『エジプトの父からトルーマン大統領への手紙』
- 1952年 - セバーイー『水運び人の死』
- 1953年 - 月刊「文学」創刊、月刊「新文化」創刊、イドリース『カルチェ・ラタン』。アミーン『エジプト風俗事典』
- 1954年 - シャルカーウィー『大地』。カーミル・フサイン『暗黒の村』。ヌーリー『土地の讃歌』。バヤーティー『壊れた花瓶』。ジャブル『嵐のあと』
- 1955年 - マスアディー『ダム』
- 1956年 - マフフーズ『バイナル・カスライン』。イドリース『不安』。ウジャイリー『セビリヤのランプ』。ヤシーン『ネジュマ』
- 1957年 - マラーイカ『悲しみの五つの歌』。季刊「詩」創刊サブール『ぼくの町の人間たち』
- 1958年 - バアルバッキー『私は生きている』。マンドゥール『現代文学の諸問題』
- 1959年 - ディブ『アフリカの夏』
- 1960年 - サイヤーブ『雨の歌』。ヌアイマ『七〇歳』
- 1961年 - サーエグ『Kの詩』。「思潮」創刊
- 1962年 - マラーイカ『現代詩の諸問題』。アドニス『ダマスカスのミフヤルの歌』。シャルカーウィー『自由の使徒ムハンマド』
- 1963年 - バラカート『六日間』。カナファーニー『太陽の男たち』
- 1964年 - サブール『ハッラージュの悲劇』。シュクリー『アウトサイダー』
- 1966年 - ダルウィーシュ『パレスチナの恋人』。サーレフ『北へ還りゆく時』
- 1968年 - カナファーニー『占領地パレスチナの抵抗文学』
- 1969年 - バラカート『海に帰る鳥』。「立場」創刊
- 1970年 - シュクリー『抵抗文学』
- 1971年 - アドニス『ニューヨークの墓場』
- 1973年 - トゥーカーン『空のかなたはただ一つ』
- 1974年 - アブー・ディーブ『アラブ詩の韻律構造をめぐって』
- 1975年 - ディーブ『オムロネス』
- 1977年 - ダルウィーシュ『ラーシド・フサインへの弔詩』
- 1987年 - アリーファ・リファアト『ミナレットからの眺め』
- 2004年 - ナスラッラー『アーミナの婚礼』
- 2005年 - ラジャー・アル・サネア『リヤドの女たち』
- 2011年 - ラジャー・アーリム『鳩の頸飾り』
- 2014年 - ハサン・ブラーシム『死体展覧会』
- 2014年 - アフマド・サーダーウィ『バグダードのフランケンシュタイン』